# Bob Trevino Likes It
Bob Trevino Likes It ist eine Tragikomödie von Tracie Laymon. Der Film mit Barbie Ferreira und John Leguizamo in den Hauptrollen feierte im März 2024 beim South by Southwest Film Festival seine Premiere, wo er sowohl im Narrative Feature Competition als auch mit dem Publikumspreis ausgezeichnet wurde. Im März 2025 kam Bob Trevino Likes It in die US-Kinos.

## Handlung
Die 25-jährige Lily Trevino lebt in einer Kleinstadt im Norden Kentuckys und arbeitet als Betreuerin der Rollstuhlfahrerin Daphne, die an Muskeldystrophie erkrankt ist. Als Lilys Vater sie verstößt und sie auf allen anderen Kanälen ignoriert, nachdem sie versehentlich eines seiner vielen Liebesabenteuer ruiniert hat, sucht sie ihn bei Facebook. Stattdessen findet sie aber einen anderen Bob Trevino, als sie den Namen in die Suchleiste eingibt. Aus einer Laune heraus schreibt sie ihm eine Nachricht. Auch wenn er nicht ihr Vater ist, chatten sie miteinander und treffen sich schließlich auch.
Der Bauunternehmer lebt in Wichita im Süden von Indiana, etwa eine Stunde entfernt. Seine Frau Jeanie hat seit dem Tod ihres Kindes, das mit einer angeborenen Krankheit geboren wurde und im Alter von 21 Monaten starb, Scrapbooking zu ihrem Lebensinhalt gemacht. Eine der vielen schrecklichen Geschichten aus Lilys Kindheit ist die von dem Hund, der ihr weggenommen wurde. Bob nimmt sie daher in ein Tierheim mit.

## Produktion

### Regie und Drehbuch
Regie führte Tracie Laymon, die auch das Drehbuch schrieb. Bob Trevino Likes It basiert auf Laymons realen Erfahrungen, als sie auf Facebook mit einem Fremden Kontakt aufnahm, während sie dort nach ihrem Vater suchte. Es handelt sich bei Bob Trevino Likes It nach der Action-Komödie Girls! Girls! Girls! von 2011 um Laymons zweiten Spielfilm.

### Besetzung und Dreharbeiten

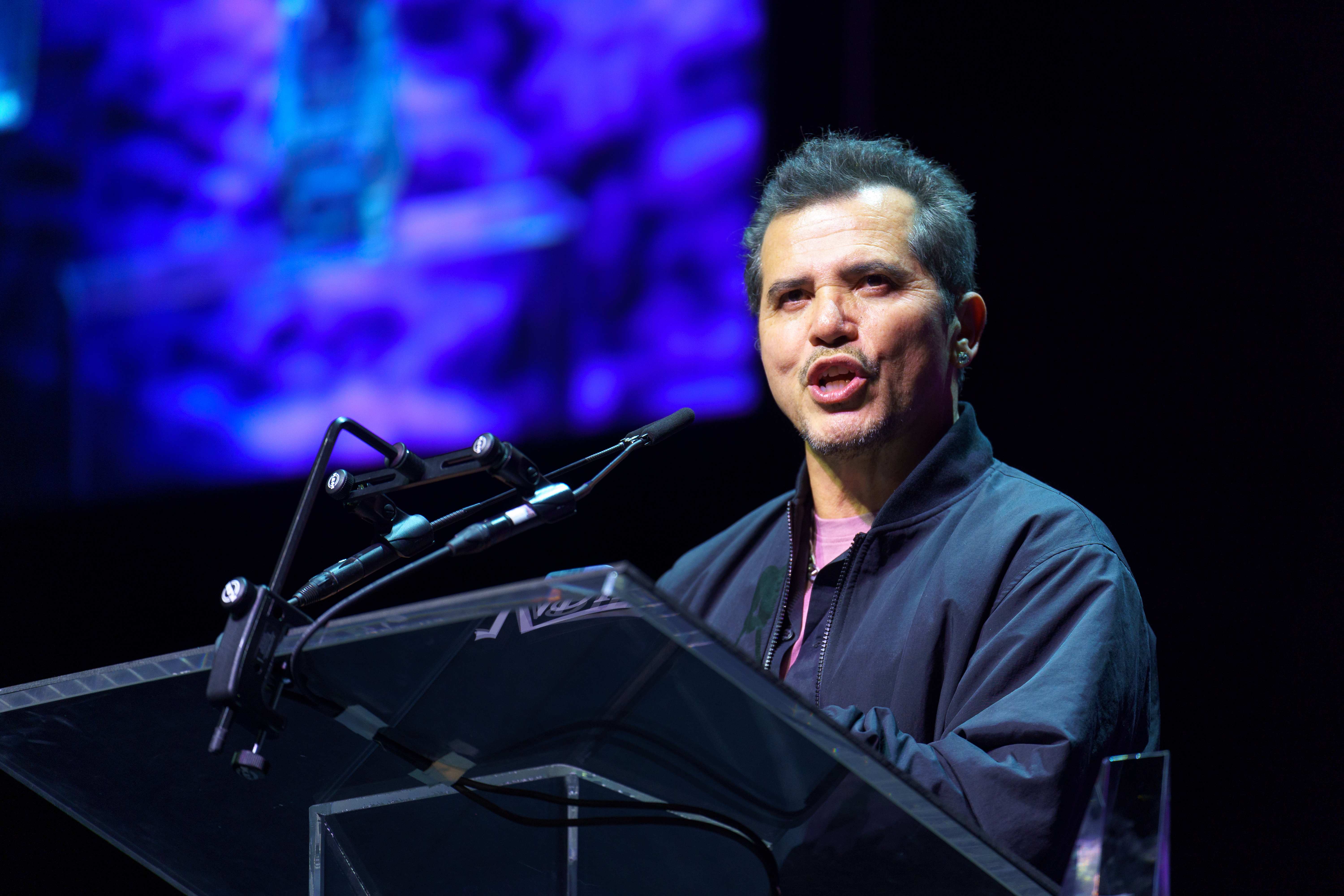
John Leguizamo spielt in der Titelrolle Bob Trevino

Barbie Ferreira, bekannt durch ihre Darstellung der Kat Hernandez in den ersten beiden Staffeln von Euphoria, spielt die 25-jährige Lily Trevino. John Leguizamo spielt in der Titelrolle Bob Trevino, auf den Lily bei Facebook stößt. Rachel Bay Jones spielt dessen Ehefrau Jeanie. Lilys leiblicher Vater Robert 'Bob' wird von French Stewart gespielt. Lauren „Lolo“ Spencer spielt die Rollstuhlfahrerin Daphne, deren Betreuerin Lily ist. Ashlyn Moore spielt Lilys Beraterin in der Klinik. In weiteren Rollen sind Debra Stipe und Ted Welch zu sehen.
Kameramann John Rosario war zuletzt für das Filmdrama Son of the South von Barry Alexander Brown, den Thriller A Lot of Nothing von Mo McRae und den Dokumentarfilm This Land von Matthew Palmer tätig.

### Filmmusik und Veröffentlichung
Die Filmmusik komponierte Jacques Brautbar. Der US-amerikanische Komponist ist Gründer von Phantom Planet und war als Gitarrist, Arrangeur und Songwriter der Alternative-Rock-Band tätig, die sich im Jahr 2008 auflöste. Im März 2025 wurde das 15 Musikstücke umfassende Soundtrack-Album exklusiv bei Spotify veröffentlicht.
Die Weltpremiere des Films erfolgte am 9. März 2024 beim South by Southwest Film Festival. Im April 2024 wurde Bob Trevino Likes It beim Miami Film Festival gezeigt. Im Mai 2024 wurde der Film beim Seattle International Film Festival gezeigt. Im September 2024 wurde Bob Trevino Likes It beim Nashville Film Festival vorgestellt und im Oktober 2024 beim Tribeca Festival Lisboa, beim Woodstock Film Festival und beim Hamptons International Film Festival. Im November 2024 wurde der Film beim Denver Film Festival gezeigt. Im Januar 2025 wurde Bob Trevino Likes It beim Palm Springs International Film Festival vorgestellt. Am 21. März 2025 kam der Film in ausgewählte US-Kinos.

## Rezeption

### Kritiken
Von den bei Rotten Tomatoes aufgeführten Kritiken sind 95 Prozent positiv bei einer durchschnittlichen Bewertung mit 8 von 10 möglichen Punkten. Bei Metacritic erhielt der Film einen Metascore von 76 von 100 möglichen Punkten.
Owen Gleiberman schreibt in seiner Kritik für Variety, Bob Trevino Likes It wirke auf den ersten Blick wie ein Märchen aus dem Social-Media-Zeitalter, was der Film aber nicht sei. Die Drehbuchautorin und Regisseurin Tracie Laymon wisse wie die Zuschauer, dass sich viele Menschen online auf ganz zufällige Weise kennenlernen. Es zähle mehr, dass man im Film glaube, wie sich die   Beziehung zwischen den Figuren entwickelt. Bob Trevino entpuppe sich als eine Art Marty für das Internetzeitalter, wobei die beiden Hauptdarsteller auf wunderbare Weise miteinander harmonierten. Gleiberman fühlt sich bei Barbie Ferreiras Darstellung von Lily an Chloe Webb in Sid und Nancy von 1986 erinnert, eine Liebesgeschichte zwischen Nancy Spungen und dem Sex-Pistols-Bassisten Sid Vicious, so unmittelbar berühre sie das Publikum. Ferreira habe ein Gespür für komische Nuancen und zeige uns auf Schritt und Tritt die Frau, die unter dem zwanghaften Nettigkeits-Fall begraben ist. So lasse Bob Trevino Likes It mit all seinen Figuren, die das Verlorensein und die Heilung so ehrlich berührend machen, den Zuschauer dankbar zurück.

### Auszeichnungen
Denver Film Festival 2024
- Auszeichnung mit dem Publikumspreis – Narrative Feature[15]

Dublin International Film Festival 2025
- Auszeichnung für das Beste Drehbuch (Tracie Laymon)[16]

Hamptons International Film Festival 2024
- Auszeichnung mit dem Publikumspreis
- Auszeichnung mit dem New York Women in Film & Television Award for Excellence in Narrative Filmmaking[17]

Miami Film Festival 2024
- Nominierung für den Jordan Ressler First Feature Award[18]

Nashville Film Festival 2024
- Nominierung für den Grand Jury Prize im Narrative Feature Competition (Tracie Laymon)[19]

New Hampshire Film Festival 2024
- Auszeichnung als Bester Spielfilm
- Auszeichnung mit dem Publikumspreis[20]

Seattle International Film Festival 2024
- Nominierung im New American Cinema Competition (Tracie Laymon)[21]

South by Southwest Film Festival 2024
- Auszeichnung im Narrative Feature Competition
- Auszeichnung mit dem Publikumspreis[22][23]

Valladolid International Film Festival 2024
- Auszeichnung mit dem Publikumspreis im Internationalen Wettbewerb[24]

Virginia Film Festival 2024
- Auszeichnung mit dem Publikumspreis – Narrative Feature[25]